# Lista över Belizes regenter
Lista över Belizes regenter sedan landet blev självständigt från Storbritannien 1981. Belize är en monarki i personalunion med Storbritannien och ytterligare ett antal länder inom Samväldet, det är med andra ord ett så kallat samväldesrike. På plats i Belize företräds kungen av en generalguvernör.

## Generalguvernörer
- Dame Minita Gordon, 21 september 1981–17 november 1993
- Sir Colville Young, 17 november 1993–2021
- Froyla Tzalam, 2021–